# Lushton (Nebraska)
Lushton es una villa ubicada en el condado de York en el estado estadounidense de Nebraska. En el Censo de 2010 tenía una población de 30 habitantes y una densidad poblacional de 81,57 personas por km².

## Geografía
Lushton se encuentra ubicada en las coordenadas 40°43′27″N 97°43′25″O / 40.72417, -97.72361. Según la Oficina del Censo de los Estados Unidos, Lushton tiene una superficie total de 0.37 km², de la cual 0.37 km² corresponden a tierra firme y (0%) 0 km² es agua.

## Demografía
Según el censo de 2010, había 30 personas residiendo en Lushton. La densidad de población era de 81,57 hab./km². De los 30 habitantes, Lushton estaba compuesto por el 100% blancos, el 0% eran afroamericanos, el 0% eran amerindios, el 0% eran asiáticos, el 0% eran isleños del Pacífico, el 0% eran de otras razas y el 0% pertenecían a dos o más razas. Del total de la población el 0% eran hispanos o latinos de cualquier raza.